# Eduardo Chong Qui
Édison Eduardo Chong Qui Portilla (Quevedo, 5 marzo 1957) è un ex cestista e allenatore di pallacanestro ecuadoriano.

## Carriera
Con l'Ecuador ha disputato i Campionati americani del 1989.